# Recaș
Recaș (ungarsk: Temesrékas; tysk: Rekasch; serbisk: Рекаш) er en by i distriktet Timiș i Rumænien. Byen administrerer seks landsbyer: Bazoș, Herneacova, Izvin, Nadăș, Petrovaselo og Stanciova. Den fik bystatus i april 2004, og har 8.347 (2021) indbyggere.

## Geografi
Recaș dækker et område på 231,98 km2 (2,66 % af det samlede areal af Timiș-distriktet) og er beliggende i et område med solrige bakker, velegnet til landbrug.
Recaș krydses mod syd af floden Timiș og Bega-kanalen. Klimaet er tempereret kontinentalt med en lille middelhavspåvirkning, vintrene er generelt milde, somrene varme, efteråret lange og overgangene fra vinter til sommer ret pludselige. Klima- og jordbundsegenskaber gør dette område særligt befordrende for vinavl.

## Historie
Den ældste omtale af Recaș stammer fra 1318 (Rekas i 1450). Dens navn har en slavisk rod (rika = vandløb), men der er tegn på, at landsbyen var Valakisk. Således viser historikeren Nicolae Ilieșiu (ro), at i 1359 bosatte flere rumænske familier fra Moldavien sig i Recaș, som modtog jord og privilegier fra kong Ludvig den Store, uden at blive tvunget til at opgive ortodoksi. Men lidt senere fik bulgarerne de samme rettigheder, så den etniske sammensætning var mere varieret.
Under Habsburgerne oplevede Recaș et nyt udviklingstrin, og koloniseringen fortsatte. I 1764 bragte administrator Koll et stort antal tyske nybyggere, som dannede kernen i den "tyske Recaș". Indtil 1786 bosatte flere bølger af schwabiske emigranter sig i Recaș på jagt efter et bedre liv. Efter at Banatet kom under ungarsk administration, fandt en ungariserings- og koloniseringsproces sted med ungarerne. Ungariseringen begyndte faktisk omkring 1809, og den største bølge af ungarske kolonister slog sig ned i Recaș i 1899. I slutningen af det 19. og begyndelsen af det 20. århundrede oplevede Recaș en hidtil uset udviklingsperiode, der polariserede det sociale og økonomiske liv i området (præfektursæde, domstol, tinglysningskontor og prævention). I 1894 byggedes teglværket med 100 ansatte, og i 1902 udkom den første tyske avis, Temesrekaser Zeitung med ugentlige udgaver. I mellemkrigstiden havde Recaș en folkeskole, en katolsk skrifteskole, et kasino, et brandvæsen, en tysk landbrugskreds og en sportsklub.